# Lista över Sachsen-Anhalts ministerpresidenter
Detta är en lista över ministerpresidenter i det tyska förbundslandet Sachsen-Anhalt.

## Sovjetiska ockupationszonen och Östtyskland 1945–1952
| Tillträdde      | Avgick          | Ministerpresident | Parti |
| --------------- | --------------- | ----------------- | ----- |
| 16 juli 1945    | 13 augusti 1949 | Erhard Hübener    | LDPD  |
| 13 augusti 1949 | 23 juli 1952    | Werner Bruschke   | SED   |

1952 avskaffades Sachsen-Anhalt som administrativ enhet i Östtyskland och ersattes av Bezirk Magdeburg och Bezirk Halle. I samband med Tysklands återförening 1990 återskapades Sachsen-Anhalt som förbundsland, med delvis nya gränser.

## Förbundsrepubliken Tyskland (sedan 1990)
| Tillträdde      | Avgick           | Ministerpresident | Parti |
| --------------- | ---------------- | ----------------- | ----- |
| 28 oktober 1990 | 4 juli 1991      | Gerd Gies         | CDU   |
| 4 juli 1991     | 28 november 1993 | Werner Münch      | CDU   |
| 2 december 1993 | 21 juli 1994     | Cristoph Bergner  | CDU   |
| 21 juli 1994    | 16 maj 2002      | Reinhard Höppner  | SPD   |
| 16 maj 2002     | 19 april 2011    | Wolfgang Böhmer   | CDU   |
| 19 april 2011   |                  | Reiner Haseloff   | CDU   |